# Festuca amblyodes
Festuca amblyodes là một loài thực vật có hoa trong họ Hòa thảo. Loài này được Krecz. & Bobrov mô tả khoa học đầu tiên năm 1934.